# Arxiu Històric de l'Hospital de la Santa Creu i Sant Pau
L'Arxiu Històric de l'Hospital de la Santa Creu i Sant Pau (AHSCP) és el conjunt documental històric de l'hospital del mateix nom. Com a tal, s'encarrega de la gestió i conservació de la documentació històrica conservada a l'Hospital de la Santa Creu i Sant Pau, però també participa de la gestió, durant la seva fase semi-activa, de la documentació administrativa generada a l'hospital.

## Història

### Antecedents
L'Hospital de la Santa Creu es forma l'any 1401 amb la unió de sis hospitals existents a la ciutat de Barcelona, però el càrrec d'arxiver no apareix a les seves “Ordinacions” fins a l'any 1756. En aquestes “Ordinacions” ja s'hi especifiquen les seves funcions i obligacions, entre les quals destaquen, per exemple, tenir la clau de l'Arxiu, anotar als llibres totes les entrades, o passar els comptes al Procurador. El càrrec es manté, gairebé sense modificacions en les seves funcions, fins a finals del segle xix.
Amb el canvi de segle i la clara insuficiència de l'antic hospital per a cobrir les necessitats de Barcelona, se n'impulsa la construcció d'un de nou, que acaba sent-ne el successor: l'Hospital de la Santa Creu i Sant Pau. Entre 1911 i 1929, els fons documentals de Santa Creu es traslladen a la seva nova ubicació juntament amb la resta de l'Hospital, excepte una part, que és adquirida el 1919 per la Mancomunitat de Catalunya i cedida a la Biblioteca de l'Institut d'Estudis Catalans. Aquesta documentació serà posteriorment cedida en propietat a la Biblioteca de Catalunya, on es conserva encara, separada de la resta del fons de l'Hospital de la Santa Creu.
El 1929, conclòs el trasllat al nou hospital modernista, s'habilita un espai a l'ala esquerra del Pavelló de l'Administració per a conservar-hi tota la documentació. No es tracta d'un arxiu pròpiament, sinó senzillament d'un lloc on aplegar tota la documentació que durant els anys que es va prolongar el trasllat s'havia anat col·locant desorganitzadament a qualsevol espai disponible i havia acabat repartida arbitràriament en multitud d'emplaçaments dins el nou recinte.

### Arxiu de l'hospital
A partir de la dècada del 1960, l'administració de l'hospital es comença a preocupar per l'estat de la seva documentació, i exposa diverses vegades la necessitat de nomenar un arxiver que posi ordre i faci un inventari del patrimoni documental de l'hospital.
Finalment, el 1967 es contracta Carmen Larrucea, una especialista del Cuerpo Facultativo de Archiveros, Bibliotecarios y Arqueólogos, amb la tasca de centralitzar, ordenar i catalogar la documentació històrica; i se la posa al càrrec de l'Arxiu, que a la vegada es constitueix com un Departament més dins l'organització de l'hospital. A partir d'aquest moment, l'Arxiu es sotmet a una ordenació i catalogació sistemàtiques, a la vegada que s'obre per primer cop a investigadors i estudiosos.
A partir del 1972, a més de la documentació històrica, l'Arxiu passa també a fer-se càrrec de la documentació administrativa, de gerència i dels serveis mèdics. El 1986, l'Arxiu de l'Hospital de la Santa Creu i Sant Pau passa a ocupar el seu emplaçament definitiu als pisos superiors del Pavelló de l'Administració, on disposa de dues sales: una sala per a exposicions i material historicoartístic, i una sala de treball i recerca; a més del despatx de la direcció i set dipòsits distribuïts en diferents pavellons de l'hospital.

### Arxiu històric
El 1991, en el marc del procés iniciat per al reconeixement del recinte de l'Hospital de Sant Pau com a Patrimoni de la Humanitat, la UNESCO inaugura oficialment l'Arxiu. Paral·lelament, aquest deixa d'encarregar-se directament de la documentació administrativa de la qual era responsable des del 1972, i així, quan finalment el 1997 es declara l'Hospital com a Patrimoni de la Humanitat, ja es denomina Arxiu Històric i funciona com a tal. Actualment està a càrrec de l'arxivera Pilar Salmeron.

## La Seu
L'Arxiu Històric es troba al Pavelló de l'Administració de l'Hospital de Sant Pau, al carrer de Sant Antoni M. Claret de Barcelona, en uns espais que ja ocupà des del 1986.
El setembre de 2009, les obres de rehabilitació del recinte modernista de l'hospital obliguen a traslladar l'Arxiu i els seus fons a una ubicació provisional. Es tracta d'uns espais cedits pel Capítol Catedralici de Barcelona, al carrer de Sant Sever, núm. 9, on disposa d'una sala de consulta/oficina i dues sales de dipòsit. L'Arxiu ocupa aquests espais fins al novembre del 2013, quan finalment torna a instal·lar-se, ara ja definitivament, al Pavelló de l'Administració, dins el recinte modernista rehabilitat.
Actualment l'Arxiu Històric ocupa la 4a planta de l'ala de ponent del Pavelló de l'Administració, totalment reformada i habilitada, i compta amb sala de consulta, sala de treball i oficina. Per altra banda, tota la documentació s'ha dipositat en un espai climatitzat que compta amb totes les mesures de seguretat, dins el mateix recinte.

## Fons

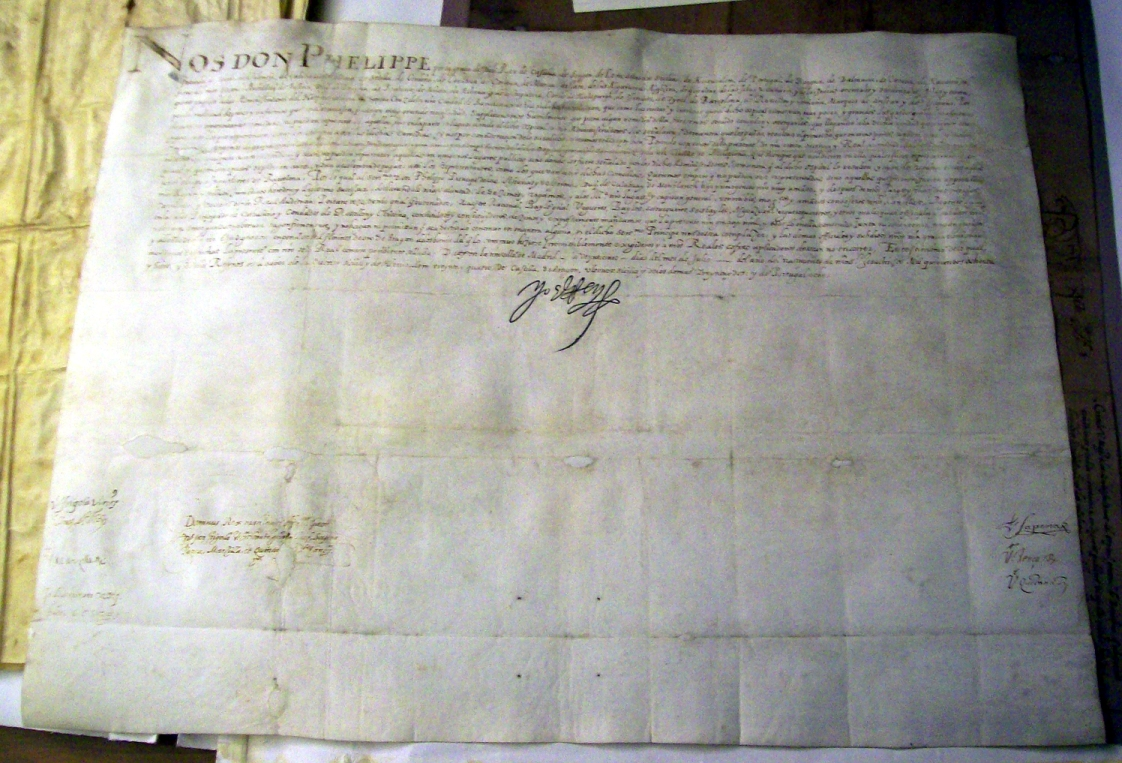
Privilegi de Felip II concedint als Administradors de l'Hospital de la Santa Creu l'exclusivitat de les representacions teatrals a la ciutat de Barcelona (1587).

El fons de l'Arxiu es divideix seguint la trajectòria de la institució, entre la documentació de l'antic Hospital de la Santa Creu i la de l'Hospital de la Santa Creu i Sant Pau pròpiament. A més, l'arxiu també compta amb uns importants fons fotogràfic i artístic.
- Hospital de la Santa Creu (1401-1929)
  - Antics Hospitals
    - Lligalls (20)
    - Llibres (184)
    - Pergamins (550)

  - Hospital de la Santa Creu
    - Lligalls (773)
    - Llibres (1.203)
    - Pergamins (4.876)
    - Cartells (300)

  - Casa de Convalescència de Santa Creu
    - Lligalls (68)
    - Llibres (143)
    - Pergamins (1.114)

  - Reial Col·legi de Cirurgia
    - Lligalls (5)
- Hospital de la Santa Creu i Sant Pau (des de 1930)
  - Hospital de la Santa Creu i Sant Pau
    - Lligalls (457)
    - Llibres (281)
    - Cartells (130)
    - Plànols (2.800)

  - Casa de Convalescència de la Santa Creu i Sant Pau
    - Lligalls (19)
    - Llibres (39)
- Fons fotogràfic
  - Positius (7.500)
  - Negatius (6.000)
  - Plaques de vidre (147)
- Fons artístic, on es compten ceràmiques, escultures, llums, mobles i pintures dels segles XVIII, XIX i XX.

Cal fer notar que aquesta descripció no inclou la part del fons de l'Hospital de la Santa Creu que es troba dipositada a la Biblioteca de Catalunya, tot i que actualment s'està procedint a una catalogació unitària de la totalitat del fons (vegeu Serveis).

## Serveis
L'Arxiu Històric de Sant Pau ofereix els següents serveis als seus usuaris:
- Informació oral i escrita sobre el seu fons.
- Accés a una biblioteca auxiliar científica per a investigadors i personal de la institució, formada per uns 25.000 volums (biblioteca mèdica).
- Sala d'exposició de documents seleccionats, amb temes històrics i artístics. Possibilitat de visites de grup concertades i acompanyades d'un guia especialitzat.
- Reprografia al servei de la investigació.

Actualment, i arran d'un conveni de col·laboració signat amb la Biblioteca de Catalunya el 2006, s'està elaborant una descripció conjunta de la totalitat del fons de l'Hospital de la Santa Creu, repartit entre les dues institucions, que des de 2007 és accessible des del web de la Biblioteca.